# ريتشارد ريغ
ريتشارد ريغ (بالإنجليزية: Richard Rigg)‏ هو سياسي بريطاني (وحمل سابقاً جنسية المملكة المتحدة لبريطانيا العظمى وأيرلندا)، ولد في 1877 في المملكة المتحدة، وتوفي في 29 أغسطس 1942 في المملكة المتحدة. حزبياً، نشط في حزب المحافظين والحزب الليبرالي. في الانتخابات العمومية البريطانية 1900 ‏، انتخب عضو برلمان المملكة المتحدة الـ27 عن دائرة Appleby (UK Parliament constituency) ‏ ( – 11 فبراير 1905).